# 阿諾德·帕拉西奧斯
阿诺德·因达莱西奥·帕拉西奥斯（英語：Arnold Indalecio Palacios，1955年8月22日—2025年7月23日）是北马里亚纳群岛政治人物，第10任北马里亚纳群岛总督，曾任北馬裡亞納群島副總督以及北馬裡亞納群島眾議院議長。

## 個人生活
帕拉西奧斯畢業於波特蘭州立大學。與韋拉·薩布蘭·帕拉西奧斯結婚。有四個孩子：阿諾德·杰拉德、妮可、蒂安娜和埃里克。

## 政治生涯
帕拉西奧斯作為獨立候選人在2022年北馬里亞納群島總督選舉獲勝，與塞班島市長戴維·M·阿帕唐一起競選。

## 外部連結
- C-SPAN內的頁面（英文）